# Lijst van gotische gebouwen in Antwerpen
Dit is een (onvolledige) lijst van de gebouwen die in de gotische stijl zijn gebouwd in de Belgische provincie Antwerpen. Vaak zijn de gebouwen niet volledig in gotische stijl gebouwd, in dat geval worden enkel de gegevens van het gotische gedeelte gegeven.
| Naam                               | Functie   | Start bouw (jaar)                         | Voltooid (jaar) | Stijl            | Huidige staat              | Oorspronkelijke hoogte (m) | Huidige hoogte (m)      | Lengte (m) | Breedte (m) | Stad          | Straat | Afbeelding |
| ---------------------------------- | --------- | ----------------------------------------- | --------------- | ---------------- | -------------------------- | -------------------------- | ----------------------- | ---------- | ----------- | ------------- | ------ | ---------- |
| Onze-Lieve-Vrouwekathedraal        | Kerk      | 1352                                      | 1521            | Brabantse gotiek | Gerestaureerd              | 123                        | 123                     | 125        | 67          | Antwerpen     |        |            |
| Sint-Jacobskerk                    | Kerk      | 1491                                      | 1656            | Brabantse gotiek | Gerestaureerd              | ?                          | ?                       | ?          | ?           | Antwerpen     |        |            |
| Vleeshuis                          | Gildehuis | 1501                                      | 1504            | Laatgotiek       | Gerestaureerd              | ?                          | ?                       | 45         | 17          | Antwerpen     |        |            |
| Sint-Remigiuskerk                  | Kerk      | ?                                         | 1640            | Kempense gotiek  | Gerestaureerd              | ?                          | ?                       | ?          | ?           | Baarle-Hertog |        |            |
| Sint-Dimpnakerk                    | Kerk      | 1349                                      | 1585            | Demergotiek      | Gerestaureerd              | ?                          | ?                       | ?          | ?           | Geel          |        |            |
| Gulden Huys                        | Lakenhal  | 1534                                      | 1534            | Gotiek           | Gerestaureerd              | ?                          | ?                       | ?          | ?           | Herentals     |        |            |
| Sint-Waldetrudiskerk               | Kerk      | 14e eeuw (toren) 1417 (koor) 1453 (schip) | 15e eeuw        | Gotiek           | gerestaureerd              | ?                          | Toren: 33               | ?          | ?           | Herentals     |        |            |
| Sint-Catharinakerk                 | Kerk      | 1525                                      | 1550            | Laatgotiek       | Heropgebouwd               | ?                          | Toren: 105              | ?          | ?           | Hoogstraten   |        |            |
| Sint-Gummaruskerk                  | Kerk      | 1378                                      | 16e eeuw        | Brabantse gotiek | Gerestaureerd              | ?                          | 83                      | ?          | ?           | Lier          |        |            |
| Sint-Romboutskathedraal            | Kerk      | 13e eeuw                                  | 1312            | Brabantse gotiek | Uitgebreid / gerestaureerd | Toren: 97,28 / Kerk: 28    | Toren: 97,28 / Kerk: 28 | 118        | 41.2        | Mechelen      |        |            |
| Onze-Lieve-Vrouw-over-de-Dijlekerk | Kerk      | 14e eeuw                                  | 16e eeuw        | Brabantse gotiek | Gerestaureerd              | ?                          | Toren: 72               | ?          | ?           | Mechelen      |        |            |